# Lars Top-Galia
Lars Top Jensen (født 8. januar 1964 kendt under navnet  Lars Top-Galia) er en dansk guitarist, der er leadguitarist i det danske band Sort Sol.
Han var leadguitarist fra 1982 og frem til 2004, hvor musikbladet Gaffa kom med nyheden om, at guitaristen havde forladt bandet tirsdag d. 15. juni. Han startede sin karriere i bandet ADS og medvirkede med ADS i filmen Totem.
I de senere år har Lars Top-Galia været en del af projektet artFREQ. og har således kunnet præsentere arrangementer med internationale navne som Kenneth Anger, Patti Smith, Throbbing Gristle, John Waters, Asia Argento og mange andre.
Siden 2010 har Lars Top-Galia igen været en del af Sort Sol.